# 黄島点心
黄島点心（きじま・てんしん）は日本の漫画家。

## 作品リスト（単行本）
- 『くままごと』全4巻

1. 徳間書店 (2008/4/19) ISBN 978-4199500794
2. 徳間書店 (2009/1/20) ISBN 978-4199501111
3. 徳間書店 (2010/1/13) ISBN 978-4199501593
4. 徳間書店 (2010/7/13) ISBN 978-4199501906

- 『猫のホストクラブ』2巻

1. ホーム社 (2012/10/17) ISBN 978-4834231922 / 集英社 (2015/2/1) 電子書籍
2. 集英社 (2015/2/1) 電子書籍

- 『口寄せ蓮治捕物帖』竹書房 (2012/10/17) ISBN 978-4812480090
- 『甘露に肩想い』全3巻

1. 双葉社 (2014/4/10) ISBN 978-4575843835
2. 双葉社 (2014/7/10) ISBN 978-4575844467
3. 双葉社 (2015/4/30) 電子書籍

- 『黄色い悪夢』リイド社・リイドカフェ  (2017/11/2) ISBN 978-4845851713
- 『黄色い円盤』リイド社 (2018/7/18) ISBN 978-4845851942
- 『黄色い耳 (((胎教)))』リイド社  (2022/1/28) ISBN 978-4845861156

## 参考資料
- http://kijimatenshin.com

| スタブアイコン | サブスタブ | この項目は、まだ閲覧者の調べものの参照としては役立たない、漫画家・漫画原作者に関連した書きかけの項目です。この項目を加筆・訂正などしてくださる協力者を求めています（P:漫画/PJ:漫画家）。 |